# Klawiatura sterująca

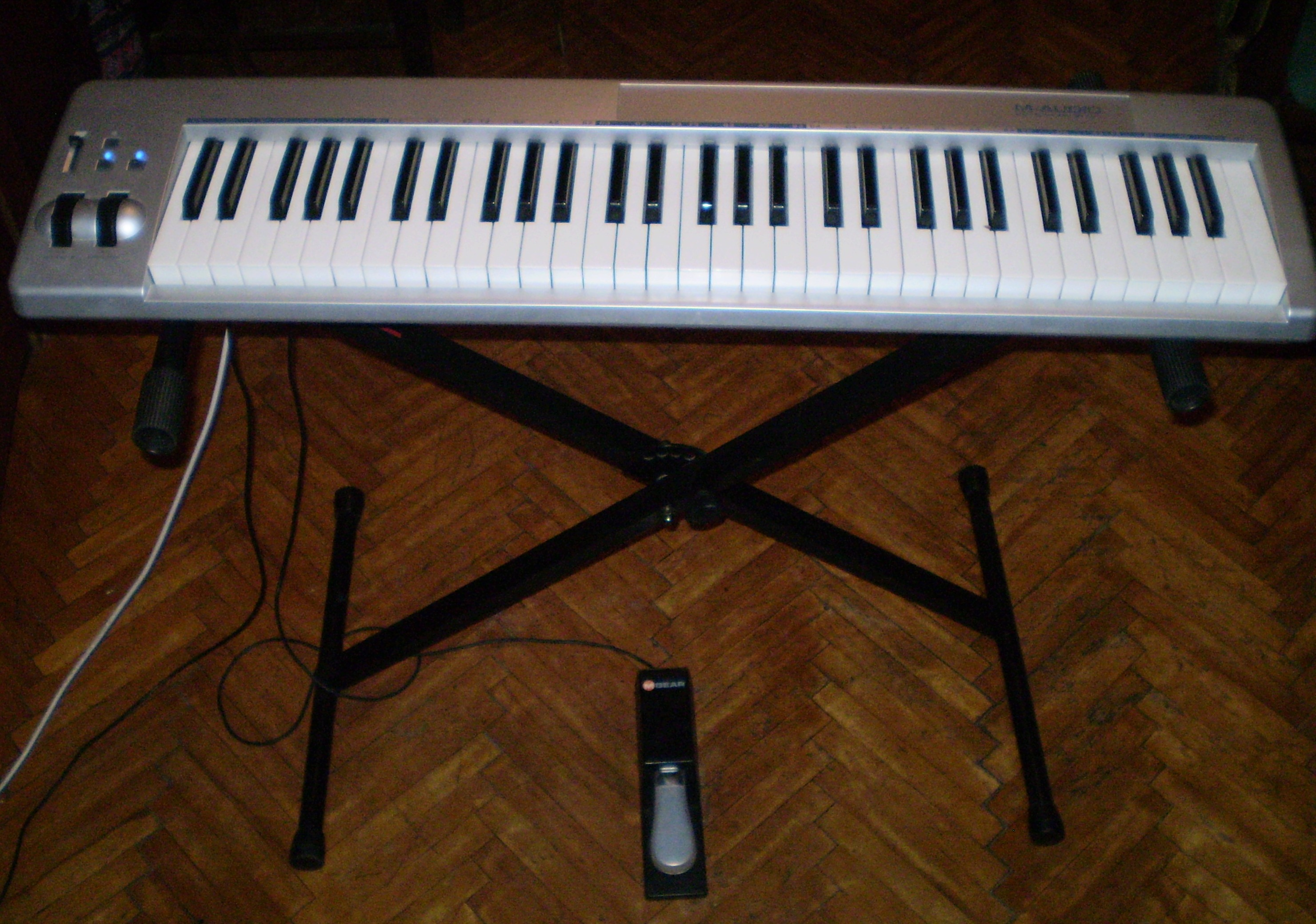
Klawiatura MIDI

Klawiatura sterująca – elektroniczny instrument muzyczny, którego głównym zadaniem nie jest bezpośrednie wydobycie dźwięku, lecz sterowanie innym instrumentem elektronicznym, syntezator (modułem brzmieniowym) poprzez standard MIDI lub CV/Gate.

## Przykładowe instrumenty
- Roland A-90[1]
- Yamaha KX8[2]
- CME VX8[3].